# Trigirorrombicosidodecaedro
Em geometria, o trigirorrombicosidodecaedro é um dos sólidos de Johnson (J75). Pode ser construído como um rombicosidodecaedro com três cúpulas pentagonais rotacionadas 36 graus.